# Giannantonio Arri
Gianntonio Arri (Asti, 11 luglio 1805 – Torino, 2 novembre 1841) è stato un abate, bibliotecario e orientalista italiano.

## Biografia
Gianantonio (o Giovannantonio) Arri è stato un abate e un orientalista piemontese. 
Dal 1835 fu Assistente alla biblioteca dell'Università di Torino. Nel suo ruolo di bibliotecario, collaborò insieme a Giuseppe Vernazza e Israel Treves a catalogare il fondo Tommaso Valperga di Caluso, l'ultima grande acquisizione di libri in ebraico della biblioteca universitaria e oggi custoditi all'archivio di Stato di Torino. Gli sforzi dei tre accrebbero l'importanza della biblioteca tra coloro che avessero inteso studiare ebraico a metà Ottocento.
Divenne poi membro dell'Accademia reale di Torino.  
I suoi studi si concentrarono in particolare sulla storia della Sardegna antica. È conosciuto principalmente per l'ipotesi, da lui elaborata e difesa, secondo la quale i nuraghi sarebbero templi fenici dedicati al culto e alla conservazione del fuoco. A lui si deve anche la editio princeps della Stele di Nora.
Fu amico dell'antichista Francesco Barucchi e dell'orientalista Gaspare Gorresio e comunicò epistolarmente con molti intellettuali del periodo e le sue pubblicazioni furono spesso dibattute da studiosi che approvavano o contestavano alcune sue tesi. 
La sua edizione di Boccaccio su Tito Livio non ebbe immediatamente molti lettori perché pochissimi esemplari fuori stampati, ma è ancora inclusa nel catalogo dei volgarizzamenti della Normale di Pisa.

## Pubblicazioni
- Di un volgarizzamento della Quarta Deca di T. Livio giudicato di Gio. Boccaccio, Torino, Tipografia Di G. Pomba, 1832.
- Lapide fenicia di Nora in Sardegna, Torino, Stamperia Reale, 1834.
- (LA) Observationes in quosdam abbasidarum numos atque in alia monumenta arabico-cufica, Torino, Stamperia Reale, 1835.
- Lettera al cavaliere Alberto della-Marmora intorno ai Nur-Hag della Sardegna, Torino, Stamperia Reale, 1835.
- (LA) Novas observationes in quosdam numos abbasidarum aliosque cuficos sive editos sive anecdotos nec non in duo specula et generatim in vitra literis cuficis aucta, 1835.
- (FR) Nouvelles observations sur l'inscription latino-punique de Leptis, Parigi, 1837.
- (FR) Essai philologique et historique sur les temples de feu mentionnés dans la Bible, 1837.
- (LA) De lingua phoenicum ex monumentis phoeniciis nuper a Gesenio editis, Torino, Stamperia Reale, 1838.

### Traduzioni
- Ibn Khaldun, Storia generale degli arabi e dei popoli loro contemporanei dalla loro origine sino alla metà del settimo secolo dell'era nostra, 1839.